# Diego Andres Camargo
Diego Andres Camargo (Tuta, 3 mei 1998) is een Colombiaans wielrenner die sinds 2025 uitkomt voor Team Medellín-EPM.

## Carrière
Andres won in 2019 een etappe en het eindklassement in de Ronde van Boyacá. In 2020 won hij het eind- en jongerenklassement in de Ronde van Colombia. In 2021 tekende hij een contract bij EF Education-Nippo. Na drie seizoenen stapte hij over naar de Mexicaanse wielerploeg Petrolike.

## Overwinningen
2019
2e etappe Ronde van Boyacá
Eindklassement Ronde van Boyacá
2020
Eind- en Jongerenklassement Ronde van Colombia
Eindklassement Vuelta de la Juventud de Colombia
2025
3e etappe Tour de Beauce
Eindklassement Tour de Beauce
4e en 9e etappe Ronde van Colombia
Punten- en bergklassement Ronde van Colombia

## Resultaten in voornaamste wedstrijden
| Jaar | Ronde van Italië | Ronde van Frankrijk | Ronde van Spanje |
| ---- | ---------------- | ------------------- | ---------------- |
| 2021 |                  |                     | 53e              |
| 2022 | 79e              |                     |                  |
| 2023 |                  |                     | 84e              |

| Jaar | Ronde van Lombardije |
| ---- | -------------------- |
| 2021 | opgave               |
| 2022 |                      |
| 2023 |                      |

## Ploegen
- 2018 –  Coldeportes Zenu Sello Rojo
- 2019 –  Coldeportes Zenu
- 2020 –  Colombia Tierra de Atletas
- 2021 –  EF Education-Nippo
- 2022 –  EF Education-EasyPost
- 2023 –  EF Education-EasyPost
- 2024 –  Petrolike
- 2025 –  Team Medellín-EPM

Arroyave Cañas · Barta · Beppu · Van den Berg · Bettiol · Bissegger · Caicedo · Camargo · Carr · Carthy · Cort · Craddock · Docker · El Fares · Van Garderen tot en met 21 juni · Guerreiro · Higuita · Hofland · Howes · Keukeleire · Langeveld · Morton · Nakane · Owen · Powless · Rutsch · Scully · Urán · Valgren · Whelan
Arroyave Cañas · Bettiol · Bissegger   · Caicedo · Camargo · Carr · Carthy · Cepeda (vanaf 1/8) · Chaves · Cort · Doull · Eiking · Guerreiro · Healy · Howes (tot 31/7) · Keukeleire · Kudus · Langeveld · Morton (tot 31/7) · Nakane · Padun · Piccolo (vanaf 1/8) · Powless · Quinn · Rutsch · Scully · Shaw · Steinhauser · Urán · Valgren · J. van den Berg · M. van den Berg · Wiśniowski
Amador · Bettiol · Bissegger   · Caicedo · Camargo · Carapaz · Carr · Carthy · Cepeda · Chaves · Cort · de Bod · Doull · Eiking · Healy · Honoré · Keukeleire · Kudus · Padun · Piccolo · Powless · Quinn · Rutsch · Scully · Shaw · Steinhauser · Urán · J. van den Berg · M. van den Berg · Wiśniowski · van der Lee (stagiair)